# Chigutisauridae

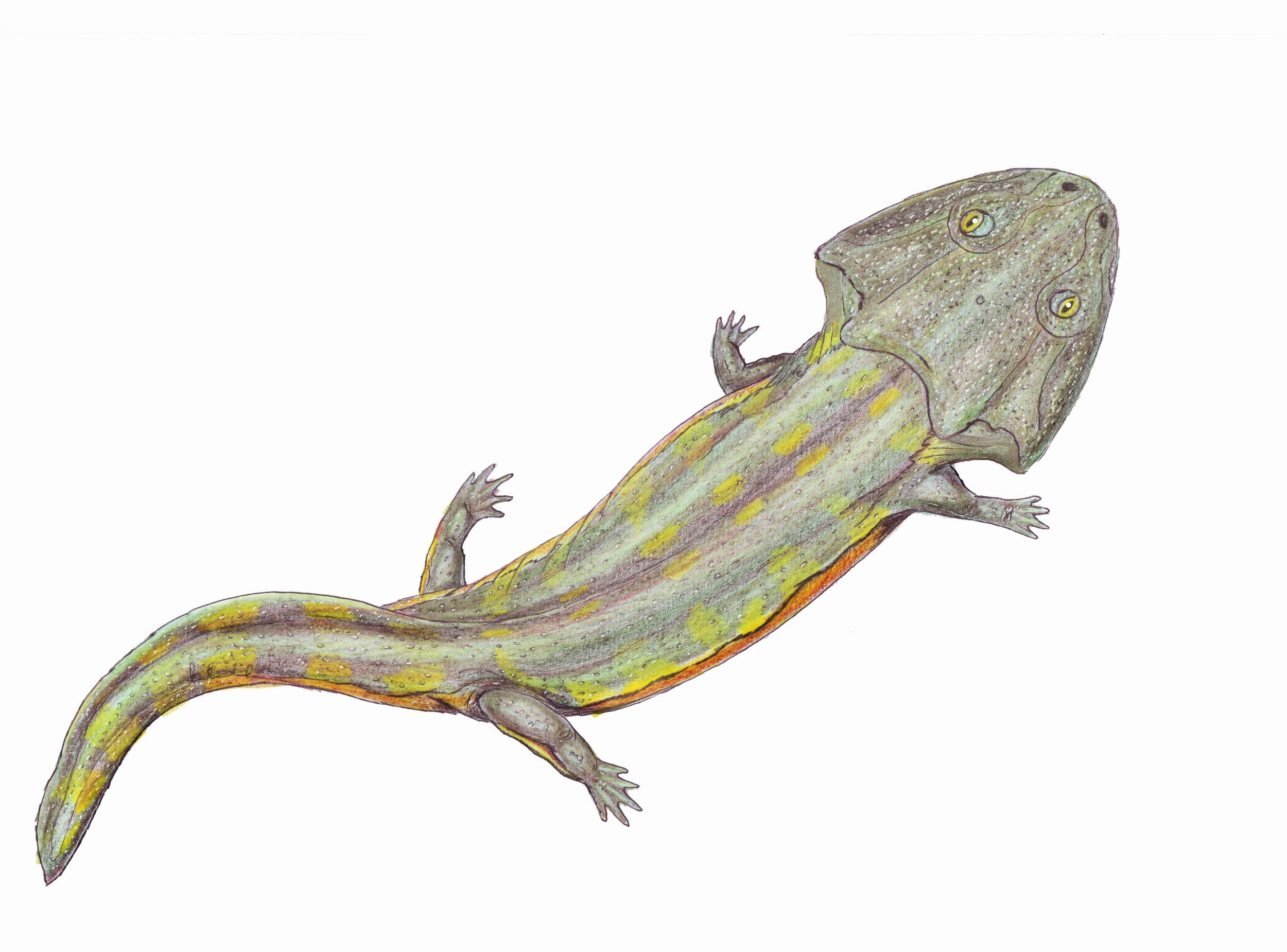
Pelorocephalus

Die Chigutisauridae sind eine ausgestorbene Gruppe aquatischer, mittelgroßer Landwirbeltiere aus der Gruppe der Temnospondyli. Sie lebten vor allem in der Trias, sind allerdings auch aus dem Unterjura Australiens nachgewiesen. 1997 wurde mit Koolasuchus sogar ein Mitglied der Chigutisauridae aus der Unterkreide (Albium) beschrieben. Auch Koolasuchus lebte in Australien. Die späten Formen überlebten wahrscheinlich in Regionen, die geographisch isoliert waren, oder ein kühles Klima hatten, so dass sie nicht von Krokodilen besiedelt wurden.
Die Familie wurde 1951 aufgestellt, um einige kurzköpfige Temnospondylen aus Argentinien zu klassifizieren.

## Merkmale
Äußerlich ähnelten sie den heutigen Riesensalamandern. Ihr Kopf war breit und flach, die großen Augen saßen weit vorne. Im Oberkiefer hatten sie große Fangzähne, wahrscheinlich waren sie Fischfresser. Von allen anderen Brachyopoidea unterschieden sie sich durch eine Verlängerung der Schädeldecke nach hinten und eine tiefe Kerbe in der Ohrregion. 
Die Tiere verbrachten den größten Teil ihres Lebens im Wasser. Die Beine waren relativ klein und wurden wohl nur benutzt um von einem Gewässer zum anderen zu wandern.

## Gattungen
Die verschiedenen Gattungen werden vor allem anhand ihrer Schädelanatomie unterschieden.
- Chigutisaurus
- Compsocerops
- Keratobrachyops
- Koolasuchus
- Kuttycephalus
- Pelorocephalus
- Siderops, wird von einigen Autoren auch in die Familie Brachyopidae  gestellt.